# Land Rover Defender

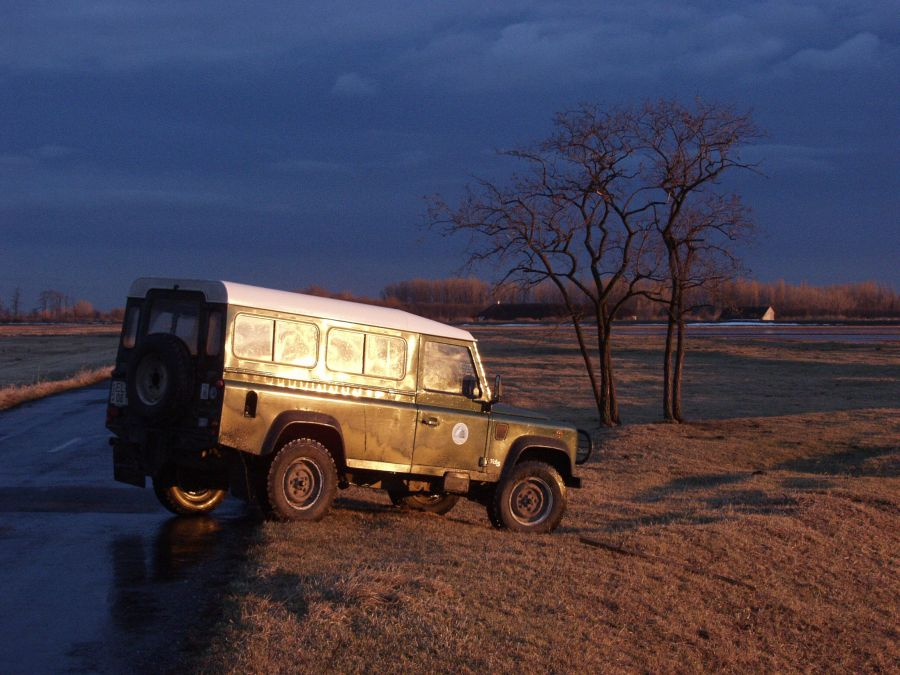
Land Rover Defender 110

A Land Rover Defender – korábban Land Rover Ninety, majd Land Rover One Ten -  egy közismert terepjáró, 1948-tól az első modell megjelenésétől kezdve a strapabíró és praktikus terepjárók etalonja. A Rover cég első, "klasszikus" terepjárója, világviszonylatban pedig az egyik legismertebb. Az amerikai hadseregben használt Jeep katonai terepjáró ihlette modellt kezdetben a Rover Company gyártotta, később megvásárolta a BMW, 2008-ban pedig az indiai Tata Csoport.

Miután a Rover a Land Rovert követően később több más terepjárót is elkezdett gyártani (Range Rover, Land Rover Freelander, Land Rover Discovery), az autó nevéhez a Defender nevet csatolták megkülönböztetésként. 2019-ben jelent meg az utóda, a Defender II.

## Története
A második világháború végén az amerikai csapatok a legolcsóbb megoldásként a közúti járműveket Európában hagyták, így Angliában is tömegével hagytak Jeep-eket. Az angol gazdák hamar rákaptak az olcsó, igénytelen katonai járműre, mert alkalmas volt szántani éppúgy, mint a családot a piacra vinni, vagy nagypótkocsival terményt szállítani.
A háborúban kivérzett angol ipart az állam dotációkkal exportra sarkallta, de ez sem ment könnyen, mert komoly alapanyag hiány volt, és hát a felvevő piac jelentős része is még csak a romokat takarította. A Rover akkori igazgatója, Spencer Wilks ekkor vett vidéki birtokára egy háborús Jeep-et, a gazdaságban munkára, illetve a gyerekeit a pótkocsira ültetve sétakocsikázásra használta. Innen jött az ötlet, hogy egy ilyen járművet kellene gyártani. Spencer Wilks igazgató és bátyja Maurice Wilks főmérnök 1947-ben tervezte az első terepjáró Rovert , Jeep alvázra, az eladhatatlan Rover P6 személygépkocsi motorjával, sebességváltójával, hátsó hídjával. Hogy az állami exporttámogatást megkapják „centre steering” azaz középkormányos autó volt a prototípus, a vezető lába között volt a sebváltó, így a tervezők szándéka szerint ugyanaz a konstrukció volt eladható bal- és jobbkormányos piacokra. A karosszéria kívülről szinte teljesen Jeep volt, de részleteiben már a ma is ismert Defenderekre hasonlított: zárt doboz első sárhányó, elválasztó fal a vezető mögött, és nyitható hátsó plató. Az igazgatóság annyira beleszeretett a kis terepjáróba, hogy eltörölte az eredetileg mini-Rover gyártására készült terveket.
1947-48-ban elkészült a 16 darabos preszéria, de a középkormányos megoldást elhagyták, a túl bonyolult Jeep-dizájn helyett pedig a lehető legprimitívebb, vaskeretre húzott alumínium lemez karosszériát készítettek. Ez a megoldás nem csak egyszerűen gyártható, de a vashiány ellenére folyamatosan ellátható alapanyaggal, ugyanis a háborús repülőgyártásból még hatalmas alumínium lemez készletek maradtak.
1947-ben kezdődött a gyártás, a gyártmány besorolása „közúti traktor” a jármű neve Land Rover lett, a Rover solihulli gyárában gyártották, csakúgy, mint napjainkban a Defendereket.
A Land Rover nagyon sikeres konstrukciónak bizonyult. Az angol belföldi piacon kívül meghódította a volt angol gyarmatokat, a nyugat-európai országokat, Dél- és Közép-Amerikát, sőt, a Jeep hazájában az USA-ban is jelentős mennyiséget adtak el.
A Land Rover hosszú utat tett meg a háború utáni egy fajta modell gyártásától napjainkig. Ez bizonyítja, hogy az évek során a Land Rover folyamatosan népszerű, az új modellek megjelenésével, folyamatos fejlesztésével és kényelmével. Érdekes tény, hogy a létező Land Rover-ek kb. 75%-a még ma is használatban van!
1948 óta a gyár méreteiben is nőtt, és több típust is gyártanak: a Range Rover-t, Land Rover Discovery-t, Defender-t és a Land Rover Freelander-t, valamint a Defender alapjaira épülő számtalan katonai könnyű szállító járművet (SAS). A legtöbb Land Rover motor helyben, Lodge Lane-en, a North Works-ben készül. Majdnem minden off-road próbavezetés is helyben történik, ill. a Rover Gaydon-i próba pályáján Warwickshire-ben.
Land Rovert nem csak Angliában gyártanak. Van összeszerelő üzem Dél-Afrikában, ahol Defender 90 és 110-es típusokat soros hathengeres BMW motorral építenek össze, és Törökországban is, ott a hadseregük számára 90, 110 és 130-as katonai, és civil 110-, 130-as kivitelű Land Rovereket állítanak össze az Otokar gyárban. Spanyolországban önálló típusokat gyárt a Santana, a 88 és 109-es Santanák angol hivatalos típusjele Series IV, saját motorral, laprugós felfüggesztéssel, továbbfejlesztett SIII hajtáslánccal, valamint a hadseregük számára kicsit a Wrangler Jeep-re hasonlító valahai SIII-ast. Legújabb kreációjuk a Santana PS-10. Van gyártó üzem Iránban is, ott a Sapanyol Santanához hasonlító SIV-eseket gyártanak Morattab Pazhan néven. Ausztráliában is van önálló Land Rover gyár 110-es Defendert gyártanak különböző japán motorokkal, és nagy hagyományokkal rendelkeznek katonai járművek terén, az 1987-től 1992-ig a Jaguar Rover Australia (JRA) a Defender alkatrészeiből épített 3722 darab 4X4-es és 6X6-os szállító és speciális terepjárókat Perentie néven.
1971-ben jelent meg a Series III, vagyis a harmadik generáció, aminek legmarkánsabb változása, hogy a fényszórók a hűtőmaszkról a sárvédőre kerültek, nagyobb hűtőrácsnak teret engedve. Ez a széria egészen 1985-ig maradt gyártásban.
Az 1980-as évek elején zajlott nagy beruházások eredményeként megjelentek a Land Rover 90, 110, 127, és 130 típusok, leváltva a Series III-t. Ezekben a típusokban már spirálos rugózás, állandó 4 kerék hajtás, és első féktárcsák voltak beszerelve. A külső teljesen megváltozott: a hűtőrácsot egy szintbe hozták az első sárvédőkkel, a szélvédő egy üvegből készült, modernebb kilincs került az autókra és fekete kerékívek kerültek a kerekek fölé, amikre már modern, dizájnos felni is kerülhetett. A belsőtér is sokkal komfortosabbá vált a korábbi puritánabb belső után, ennek nyoma a háromszemélyes első ülőpad és a szélvédő alatti szellőzőrések eltűnése is. A motorválaszték a 80-as években benzinesből a 2,25l és 3,5l; dízelből pedig 2,25l és 2,5l TD volt. Általános karosszéria opció volt a pick-up, station wagon, keménytetős, truck cab (felépítmény nélküli), de sok egyéb speciális kialakítás is készült. Marketing szakértők úgy gondolták, hogy ezt az autósorozatot át kellene keresztelni Defenderré és ez meg is történt 1990-ben, miután több új típus is megjelent eme márkanév alatt. A 200 TD motor, ami 1 éve a Discovery-be szerelve debütált, már a Defenderben is kapható volt.
A Defender tovább fejlődött, 1994-ben megkapta a 300 TD motort, és 98-ban a TD5 érkezett az összes elektronikai újítással együtt. Bár az évtizedek alatt kívül és belül is folyamatosan változott, az eredeti, jellegzetesen szögletes karosszéria és a számos típusjegy megmaradt, emiatt is a Land Rover Defender az egyik legismertebb és legelismertebb terepjáró a világon.
Sok évtized után 2019-ben ezt a típust is korszerűsítették, ekkor jelent meg ugyanis az újabb, Defender II-nek nevezett generáció, melyet leginkább a gépjárművekre vonatkozó megváltozó műszaki és biztonsági paraméterek hívtak életre. Az új modell is kapható rövid 90-es, és hosszabb 110-es kivitelekben, a modernebb forma mellett pedig rengeteg kényelmi és elektronikai fejlesztés is történt, ezért ez a terepjáró már sokkal közelebb áll a SUV-okhoz, mint az eredeti „munkagéphez”. Később itt is megjelent a 130-asnak nevezett típus, amibe már nyolc ülés fér el.
2023 tavaszán híre ment, hogy a márkát birtokló Jaguar–Land Rover megszüntetné a Land Rover nevet és helyette csak a típusnevek maradnának, mint a Defender esetében a Defender. Ugyanakkor a Land Rover sem tűnne el teljesen, csak bizonyos típusokon hagynák meg egyfajta „minőségjelzőként”. Autókereskedői részről viszont kritikákat váltott ki az ötlet, mert ez könnyen zűrzavart okozhat a vásárlók tájékoztatásában.

## Típusok
- Series I: 1948–1958
- Series II: 1958–1971
- Series III: 1971–1985
- Defender: 1985–2016
- Defender II: 2018-tól